# Serramenti PVC Diquigiovanni-Androni Giocattoli/2008
Deze pagina geeft een overzicht van de wielerploeg Serramenti PVC Diquigiovanni-Androni Giocattoli in 2008.
| Naam                 | Geboortedatum | Nationaliteit | Ploeg 2007                |
| -------------------- | ------------- | ------------- | ------------------------- |
| Santo Anzà           | 17-11-1980    | Italië        |                           |
| Niklas Axelsson      | 15-05-1972    | Zweden        |                           |
| Manuel Belletti      | 14-10-1985    | Italië        | neoprof                   |
| Alessandro Bertolini | 27-07-1971    | Italië        |                           |
| Denis Bertolini      | 13-12-1977    | Italië        |                           |
| Roger Beuchat        | 02-01-1977    | Zwitserland   | LPR                       |
| Johnny Cattaneo      | 19-05-1981    | Italië        | neoprof                   |
| Roberto Cobo         | 03-12-1982    | Spanje        | neoprof                   |
| Emiliano Donadello   | 19-04-1983    | Italië        |                           |
| Francesco Ginanni    | 06-10-1985    | Italië        | neoprof                   |
| Danilo Hondo         | 04-01-1974    | Italië        | Tinkoff Credit Systems    |
| Raffaele Illiano     | 11-02-1977    | Italië        | Ceramica Flaminia         |
| Ruslan Ivanov        | 18-12-1973    | Moldavië      | Amore e Vita - McDonald's |
| Gabriele Missaglia   | 24-07-1970    | Italië        |                           |
| Leonardo Moser       | 25-09-1984    | Italië        |                           |
| Daniele Nardello     | 02-08-1972    | Italië        | LPR                       |
| Carlos José Ochoa    | 14-12-1980    | Venezuela     | onbekend                  |
| Richard Ochoa        | 14-04-1984    | Venezuela     | neoprof                   |
| Jackson Rodríguez    | 25-02-1985    | Italië        | neoprof                   |
| Nazareno Rossi       | 03-04-1985    | Italië        | LPR                       |
| Michele Scarponi     | 25-09-1979    | Italië        | Acqua e Sapone            |
| José Serpa           | 17-04-1979    | Colombia      |                           |
| Gilberto Simoni      | 25-08-1971    | Italië        | Saunier Duval-Prodir      |
| Luca Solari          | 02-10-1979    | Italië        | LPR                       |
| Roberto Traficante   | 23-09-1984    | Italië        | LPR                       |

1996 · 1997 · 1998 · 1999 · 2000 · 2001 · 2002 · 2003 · 2004 · 2005 · 2006 · 2007 · 2008 · 2009 · 2010 · 2011 · 2012 · 2013 · 2014 · 2015 · 2016 · 2017 · 2018 · 2019 · 2020 · 2021 · 2022